# Tiberius Claudius Nero (vader)
Tiberius Claudius Nero (± 85 - 33 v.Chr.) was een vooraanstaande Romein, die de eerste echtgenoot van Livia was en bij haar een zoon had, die de latere princeps Tiberius zou worden.

## Afkomst
Tiberius was de zoon van Drusus Claudius Nero I (geboren rond 105 v.Chr) en zo een afstammeling van Tiberius Claudius Nero, de zoon van Appius Claudius Caecus.

## Leven
Tiberius was al een veelbelovende jongeman in zijn jeugd en zou zich persoonlijk aan Marcus Tullius Cicero zijn gaan voorstellen om diens dochter Tullia te huwen. Maar deze was al getrouwd met Publius Cornelius Dolabella, voordat haar vader haar had kunnen tegenhouden

### Onder Caesar
Hij diende als quaestor en proquaestor onder Gaius Julius Caesar (48 v.Chr.) in de Alexandrijnse oorlog en had het bevel over een vloot die de Egyptische vloot aan de Canopische monding van de Nijl versloeg. Hij werd voor zijn diensten, bewezen aan Caesar, beloond door als pontifex te worden aangesteld in de plaats van Publius Cornelius Scipio en werd opgedragen om coloniae te stichten in het Gallië ten noorden van de Alpen, waaronder Narbo (Narbonne) en Arelate (Arles).

### Na Caesars dood
Na de moord op Caesar ging hij zover dat hij zelfs voorstelde dat de moordenaars zouden moeten worden beloond. Hij was waarschijnlijk pretor in 42 v.Chr. Toen er onenigheid ontstond onder de triumviri vluchtte hij naar Perusia en sloot zich aan bij consul Lucius Antonius, die daar in 41 v.Chr. werd belegerd. In dit jaar werd zijn oudste zoon Tiberius, de toekomstige princeps, geboren: zijn moeder was Livia Drusilla, de dochter van Livius Drusus.
Toen Perusia zich in het volgende jaar overgaf, slaagde Nero erin te ontsnappen met zijn gezin naar Praeneste en vandaar naar Napels. Nadat hij zonder succes had gepoogd slaven onder de wapenen te brengen door hen hun vrijheid te beloven, stak hij over naar Sextus Pompeius in Sicilië. In Napels, terwijl zij in het geheim een schip probeerden vast te krijgen, werden zij bijna door de kreten van het kind verraden. Nero, die meende dat hij niet met de nodige egards was ontvangen door Pompeius, stak over naar Marcus Antonius in Achaea en, nadat Marcus Antonius en Octavianus zich aan het eind van het jaar (40 v.Chr.) hadden verzoend te Brundisium, en in 39 v.Chr. door het pact van Misenum ook met Sextus Pompeius vrede was gesloten, keerde hij met zijn gezin naar Rome terug. Livia, die een grote schoonheid bezat, wekte de passie van Octavianus op, aan wie zij door haar echtgenoot werd overgedragen toen ze reeds zes maanden zwanger was van haar tweede zoon Drusus. Nero gaf Livia weg zoals een vader zijn dochter (38 v.Chr.), maar hij moest hiervoor wel eerst formeel van haar zijn gescheiden. Hij gaf haar zelfs een bruidsschat mee. Toen Drusus werd geboren, stuurde Caesar Augustus de jongen naar zijn vader, want, verwekt tijdens het huwelijk van Nero met Livia, was Nero zijn wettige vader. Caesar Augustus, die een enorm methodisch man was, maakte een opmerking in zijn memorandumbook, « dat Caesar het kind naar Nero zijn vader stuurde dat was geboren uit zijn vrouw Livia ».
Nero stierf kort daarop en stelde Caesar Augustus als voogd aan over zijn beide zonen. Indien Tiberius in 42 v.Chr. was geboren, stierf Nero in 34 of 33 v.Chr., want zijn negen jaar oude zoon Tiberius hield zijn begrafenisrede voor de Rostra.

## Voetnoten
1. ↑  Suet., Tib. 3.1.
2. ↑  Cic., ad Att. VI 6.1, cf. VII 3.12.
3. ↑  Bell. Alex. 25; Cass. Dio, XLII 40.6; Suet., Tib. 4.1.
4. ↑  Suet., Tib. 4.1; cf. Vell. Pat., II 75.1.
5. ↑  Suet., Tib. 4.1.
6. ↑  Suet., Tib. 4.2; Vell. Pat., II 75.1.
7. ↑  Cass. Dio, XLVIII 15.3; Suet., Tib. 4.2; Tac., Ann. V 1.1.
8. ↑  Cass. Dio, XLVIII 15.3; Suet., Tib. 4.1; Tac., Ann. VI 51.2; Vell. Pat., II 75.1.
9. ↑  Suet., Tib. 4.2; Vell. Pat., II 76.1; cf. Tac., Ann. V 1.1.
10. ↑  Suet., Tib. 4.2; cf. Cass. Dio, XLVIII 15.3.
11. ↑  Suet., Tib. 6.2; cf. Cass. Dio, LIV 7.2.
12. ↑  Suet., Tib. 4.3; Tac., Ann. V 1.1; Vell. Pat., II 77.2.
13. ↑  Suet., Aug. 62.2, Tib 4.3; Tac., Ann. I 10.5, V 1.2.
14. ↑  Cass. Dio, XLVIII 44.1-3; cf. Vell. Pat., II 79.2.
15. ↑  Cass. Dio, XLVIII 44.4.
16. ↑  Suet., Tib. 6.4.